# La teoria dei colori (album)
La teoria dei colori è il quarto album in studio del cantautore italiano Cesare Cremonini, pubblicato il 22 maggio 2012 sotto etichetta Tre Cuori e distribuito da Universal Music. Si tratta del suo primo album dopo la fine di un contratto discografico decennale con Warner Music Italy.

## Antefatti e descrizione
Successivamente alla pubblicazione del terzo album in studio Il primo bacio sulla Luna, Cremonini ha preso una pausa discografica di quattro anni, pubblicando nel 2010 la compilation 1999-2010 The Greatest Hits. L'album si compone di undici tracce, scritte dallo stesso Cremonini con Alessandro Magnanini e Walter Mameli, ed è musicalmente influenzato dal rock inglese e dal cantautorato italiano.
Da un punto di vista tematico, Cremonini ha invece definito l'album come un «manuale di emozioni», aggiungendo che «l'amore è un punto essenziale dell'album […] ma si sporca sempre, comunque, di vino, di vita, di lacrime, di notti insonni, di esperienze nuove, viaggi […]. Non è l'amore che sto vivendo in un dato momento, il sottotesto è molto più ampio, è la realtà che viviamo. In questo senso La teoria dei colori è anche un disco di reazione a quanto forte e invasiva è la realtà che mi circonda».

## Accoglienza
Rockol riscontra che l'artista abbia trovato un «equilibrio» nell'album, apprezzando «la concretezza del sogno evocato nelle canzoni» definendo le tracce come «un codice per cantare la poesia sparsa nella vita».

| Recensione | Giudizio |
| ---------- | -------- |
| AllMusic   |          |
| Rockol     | 9/10     |

## Tracce
Testi e musiche di Cesare Cremonini, eccetto dove indicato.
1. Il comico (sai che risate) – 4:15 (Cremonini, Alessandro Magnanini)
2. Una come te – 4:16
3. Stupido a chi? – 4:05 (Cremonini, Magnanini)
4. L'uomo che viaggia fra le stelle – 3:33
5. Non ti amo più – 3:57
6. Amor mio – 3:29
7. I Love You – 4:49 (Cremonini, Magnanini, Alessandro Di Nuzzo)
8. Ecco l'amore che cos'è – 3:54
9. Tante belle cose – 3:46
10. La nuova stella di Broadway – 4:25
11. Il sole – 4:37 (Cremonini, Magnanini)

## Formazione
- Cesare Cremonini – voce, chitarra acustica ed elettrica, pianoforte e tastiera
- Nicola "Ballo" Balestri – basso e contrabbasso
- Andrea Morelli – chitarra acustica ed elettrica
- Alessandro Magnanini – chitarra acustica ed elettrica, ; tastiera e sassofono in Stupido a chi?
- Michele "Mecco" Guidi – tastiera, hammond e rhodes
- Elio Rivagli – batteria
- Simon Chamberlain – pianoforte in Amor mio e Una come te

## Classifiche
| Classifica (2012) | Posizione massima |
| ----------------- | ----------------- |
| Italia            | 2                 |

| Classifica (2012) | Posizione massima |
| ----------------- | ----------------- |
| Italia            | 28                |